# Russellosaurus
Russellosaurus is een geslacht van uitgestorven Mosasauroidea uit het Laat-Krijt van Noord-Amerika. 

## Naamgeving
Het geslacht werd in 2005 benoemd door Michael Polcyn en Gordon Bell aan de hand van een schedel die werd ontdekt in een afzetting van de Arcadia Park-schalie (lager Midden-Turonien) in Cedar Hill, Dallas County in het zuiden van Texas, Verenigde Staten. Een schedel, holotype SMU 73056, Shuler Museum of Paleontology, Southern Methodist University, werd in 1992 gevonden door Mark Cohen, een lid van de Dallas Paleontological Society, die het vervolgens aan het museum schonk. Andere fragmentarische exemplaren van Russelosaurus zijn teruggevonden op de iets oudere Kamp Ranch Limestone op twee andere plaatsen in de omgeving van Dallas.
Op basis van het gebrek aan fusie tussen de elementen van het basiscranium en een hoge mate van vascularisatie van het botoppervlak, wat suggereert dat het dier een snelle groeifase doormaakte toen het stierf, wordt aangenomen dat de holotypeschedel van Russellosaurus coheni afkomstig is van een onvolgroeid individu. Een nog basalere mosasauriër, Dallasaurus turneri, werd teruggevonden in dezelfde Cedar Hill-locatie als dit exemplaar.

### Etymologie
De typesoort is Russellosaurus coheni. De geslachtsnaam eert paleontoloog Dale Allen Russell voor zijn uitgebreide werk aan mosasauriërs ('Russells hagedis'). De soortaanduiding eert Cohen als ontdekker. Dit is de tweede soort mosasauriër die vernoemd is naar Russell, de eerste is Selmasaurus russelli (Wright en Shannon, 1988). Het type-exemplaar van Russellosaurus is opmerkelijk als de oudste goed bewaard gebleven mosasauriër die tot nu toe in Noord-Amerika is gevonden.

## Beschrijving
Russellosaurus is zo'n drie meter lang en zeventig kilogram zwaar.
Polcyn en Bell (2005, p. 323) diagnosticeren Russellosaurus als volgt: Kleine, licht gebouwde mosasauriër, voorhoofdsbeen smal met een lengte-breedteverhouding van 1,6: 1, zestien maxillaire tanden en zestien dentaire tanden, voorste premaxilla breed en stomp, in bovenaanzicht is de premaxillaire-maxillaire beennaad schuin, het ectopterygoïde is licht gebouwd en bestaat uit een duidelijk klein min of meer rechthoekig pterygoïde uitsteeksel en een slank staafachtig jukbeenuitsteeksel, beginnende emarginatie van het voorhoofdsbeen door de externe neusgaten, een paar foramina gescheiden door een dunne middelste septum in de bodem van het basioccipitale worden geïnterpreteerd als de ingang van de basilaire slagader en verlaten het ondervlak van het basioccipitale als meerdere kleine en naar voren geplaatste foramina, extreme neerwaartse groei van de pterygoïde uitsteeksels van het basisphenoïde, licht gebouwde postorbitofrontale takken, het foramen pineale bevindt zich in het midden van het driehoekige stuk schedeldak gevormd door de wandbeenderen, het supraoccipitale heeft een los kraakbeenachtig contact met de wandbeenderen, van achteren bekeken bevindt zich een middelste spleet in de achterrand van de gezamenlijke wandbeenderen.

## Fylogenie
Polcyn et Bell (2005, p. 322) maakten Russellosaurus het typegeslacht van een nieuwe parafamilie van mosasauriërs, de Russellosaurina (= Russellosaurinae van Bell, 1997). Deze clade van mariene hagedissen wordt gedefinieerd als alle mosasauriërs die nauwer verwant zijn aan de Tylosaurinae en Plioplatecarpinae en hun zustergroep, bestaande uit de taxa Tethysaurus, Yaguarasaurus en Russellosaurus, hun gemeenschappelijke voorouder en alle nakomelingen dan aan de Mosasaurinae. De schedel van Russelosaurus vertoont veel kenmerkende kenmerken van de Plioplatecarpinae met behoud van veel plesiomorfe eigenschappen. Cladistische analyse wijst op een nauwe verwantschap tussen Russellosaurus en Yaguarasaurus columbianus, een basale Zuid-Amerikaanse mosasauriër uit het Turonien van Colombia. Samen met Tethysaurus nopcsai, een andere vroege mosasauroïde uit het Turonien van Marokko, wordt aangenomen dat deze geslachten een clade vormen onder de splitsing van de Plioplatecarpinae en Tylosaurinae.